# Thomas Stafford (Politiker)
Thomas Stafford (* in Gorey, County Wexford; † 28. Januar 1995) war ein irischer Politiker der Fianna Fáil. Er war von 1955 bis 1979 Mitglied des Stadtrats von Dublin (Dublin Corporation) und bekleidete als solches von 1967 bis 1968 das Amt des Oberbürgermeisters von Dublin. Im Jahr 1969 trat er der Fianna Fáil bei.
Stafford kam im Alter von 15 Jahren nach Dublin. Später gründete er das Beerdigungsunternehmen T Stafford & Sons in North Strand.
Er war verheiratet und hatte acht Kinder. Zwei seiner fünf Söhne, Tom und John Stafford, gehörten später auch dem Dubliner Stadtrat an, wobei John von 1997 bis 1998 wie schon sein Vater das Amt des Oberbürgermeisters bekleidete.
Thomas Stafford starb Januar 1995 im Alter von 79 Jahren.